# 青木葉山
青木葉山（あきばさん、あきばやま）は、茨城県かすみがうら市と同石岡市の境に位置する標高275mの山である。西から雪入山、青木葉山、浅間山、閑居山、権現山の順に連なる筑波連山南東部の山の一つである。
朝日峠から、雪入山、青木葉峠、青木葉山、元青木葉峠、浅間山、閑居山、権現山の順に筑波連山の稜線を縦走する登山者が多い。
かすみがうら市側の中腹には金命水・銀命水と呼ばれる名水が湧き出ている。